# Sala de Alcaldes de Casa y Corte

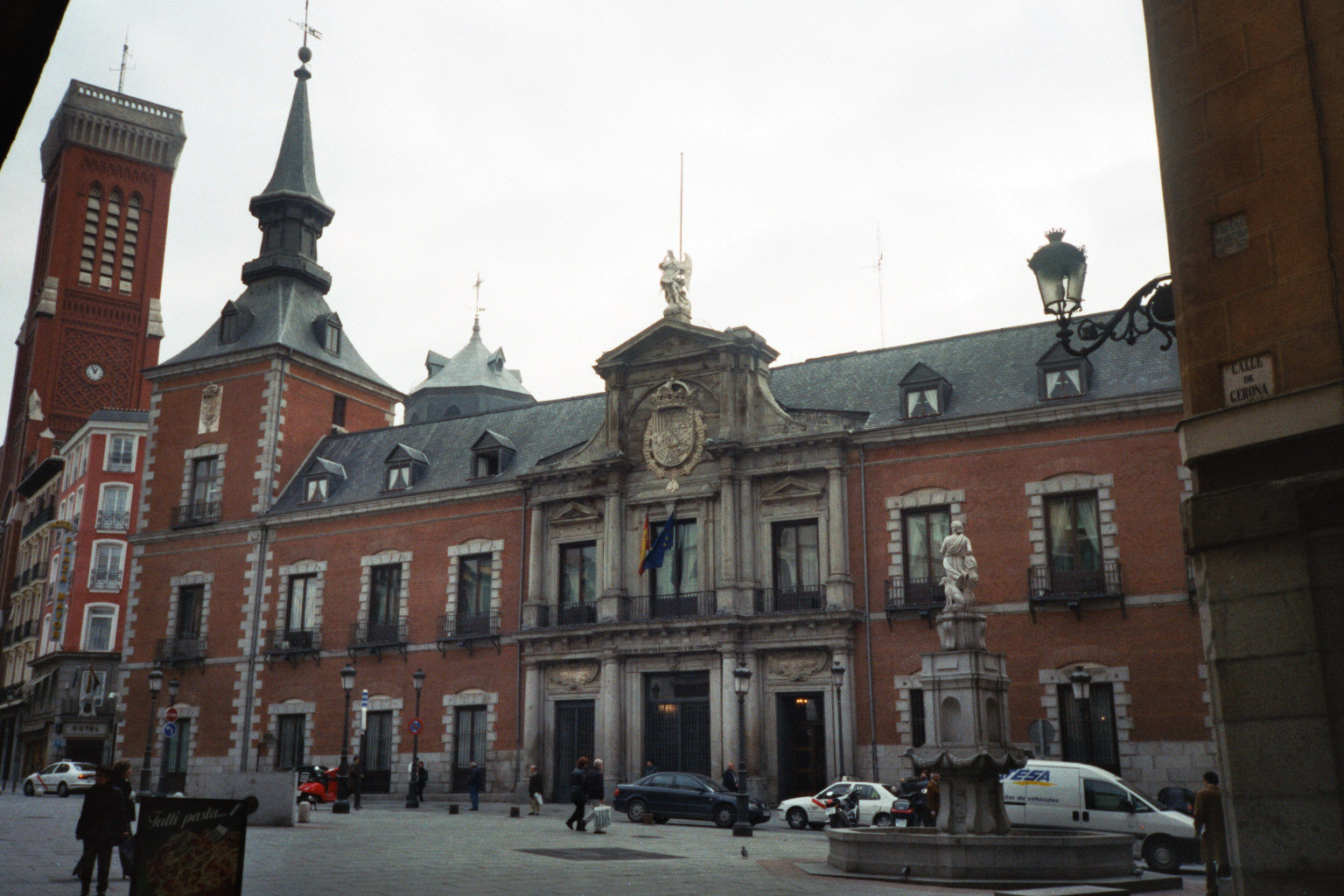
Palacio de Santa Cruz, antigua sede de la Sala y hoy Ministerio de Asuntos Exteriores, en la Plaza de la Provincia de Madrid.

La Sala de Alcaldes de Casa y Corte fue una institución administrativo-judicial castellana cuyo origen se remonta al siglo XIII y que, establecida en la capital que fuera del Reino en cada momento, administraba justicia en última instancia y ejercía las funciones de gobierno de la ciudad, especialmente en cuanto a su condición de sede de la Corte, siendo dependiente del Rey y del Consejo de Castilla. Los Reyes Católicos y sus sucesores en la Monarquía Hispánica la mantuvieron en vigor hasta el fin del Antiguo Régimen, tras el que se introducen las demarcaciones y planta judicial contemporáneas.
Su nombre completo sería Sala de Alcaldes de Casa y Corte de Su Majestad. Se la nombra habitualmente en los documentos y la historiografía como Sala de Alcaldes de Casa y Corte o simplemente Sala de Alcaldes, aunque también con otras denominaciones más complejas, como Alcaldes de Casa, Corte y Rastro. El Rastro de la Corte era el territorio sometido a jurisdicción de los alcaldes de corte.
Sus alcaldes, o jueces, velaban por el orden de la ciudad, redactaban las ordenanzas relacionadas con el buen gobierno de la Villa y, lo que es más importante, controlaban el suministro y los precios de los alimentos procedentes de las provincias colindantes, el origen del nombre de la plaza situada ante el edificio. En sus sótanos se encontraban las celdas para los presos juzgados allí. Fue inaugurado en 1634.

## Competencias
"Las competencias de esta sala incluyen todos los extremos del control público. Como emanación en definitiva de la autoridad real, su actividad goza de una universalidad temática, aunque no sin limitaciones, pues en absoluto tal universalidad debe entenderse como exclusividad (...), ni tampoco en intensidad. No estamos en el Antiguo Régimen ante un Estado tan fuerte que tenga posibilidad de mantener una presencia universal como el contemporáneo, y habría que preguntarse si tiene siquiera la vocación de ello."
El resto de las funciones administrativas eran ejercidas por el Concejo de la Villa y la Junta de Policía y Ornato. Tenía como territorio jurisdiccional la Corte y cinco leguas en su torno (en 1803 llegó a ser de diez leguas). 
La dualidad Villa-Corte era una de las típicas situaciones confusas del Antiguo Régimen. Como tampoco había división de poderes, sus funciones eran tanto judiciales como ejecutivas, pues su poder era emanación del poder absoluto (con las matizaciones que hay que darte a este término en España) del Rey.
Contra sus resoluciones judiciales sólo cabía recurso ante el monarca. La Novísima Recopilación estableció la asignación de "quatro Alcaldes de Corte para
el conocimiento de las causas criminales; y modo de proceder en ellas". En aquel momento se les impidió tratar los asuntos civiles (que más tarde ya conocerían) "pues con esto estarán más libres y desocupados, y tendrán más tiempo y lugar de inquirir, punir y castigar los delitos públicos"

Alcalde de casa, corte y rastro. Juez togado de los que en la Corte componen la Sala llamada de Alcaldes.
La jurisdicción de esta sala se extiende a las cinco leguas del distrito o rastro de la Corte y para los hurtos, a veinte. Juntos forman la quinta Sala del Consejo de Castilla y asisten haciendo un cuerpo con él en las funciones públicas. La jurisdicción de esta Sala es suprema para lo Criminal y subordinada al Consejo para los demás asuntos de policía y gobierno que la pertenecen. Cada Alcalde ejerce por sí la jurisdicción criminal ordinaria en la Corte y su rastro hasta cierto punto en que pasa las causas a la Sala y los ocho mas antiguos ejercen plenamente la civil ordinaria en su respectivo cuartel con apelación al Consejo.
Asisten los Alcaldes en cierto número con la Casa Real las Capillas que se tienen en público a los viajes, entierros y honras de Personas Reales.

## Composición
Estuvo formada por un número variable de miembros llegando en el siglo XVII a ser doce. Sus funciones civiles y administrativas las ejercían reuniéndose todas las mañanas, disponiendo los procesos y las órdenes.
Alcalde es una palabra de origen árabe que puede traducirse como juez de una localidad, y en la Sala de Alcaldes conservaba esa función judicial que ha perdido actualmente en la magistratura municipal que es su uso más habitual. Los Alcaldes de Corte solían ser altos funcionarios esperando ascender a alguno de los Consejos. Los cargos municipales en las ciudades eran llamados regidores, cargos vinculados al patriciado urbano, y por encima de ellos estaba el Corregidor, de designación real.
Junto a los cuatro Alcaldes de Casa y Corte había un fiscal y un equipo de ministros menores, como alguaciles (más de sesenta) y escribanos (catorce).

## Ubicación espacial
La Sala de Alcaldes de Casa y Corte empezó siendo itinerante, siguiendo al Rey, durante la Edad Media; y se hizo fija con la elección de Madrid como sede permanente por Felipe II. La competencia sobre el resto del territorio de la Corona de Castilla se repartía por las Audiencias y Chancillerías, o sea, Valladolid y Granada. La confluencia de jurisdicción hacía que chocara con las autoridades municipales, es decir, de la Villa de Madrid. 
El edificio que utilizaba era la Cárcel de Corte, donde se celebraban los juicios y se mantenían presos a los procesados. Se conserva muy bien y actualmente está ocupado por el Ministerio de Asuntos Exteriores; también se conserva el nombre que dio al lugar que ocupaba en el plano urbano: Plaza de Provincia (en etimología latina: "jurisdicción"), muy cercana a la Plaza Mayor, donde los ministros de la Sala de Alcaldes vigilaban el Repeso.

## Supresión
La reorganización institucional que acompañó a la crisis final del Antiguo Régimen en España fue afectando a la Sala de Alcaldes al compás de los cambios políticos durante el reinado de Fernando VII, siendo definitivamente suprimida en 1834, al inicio del reinado de Isabel II.